# Monica Kleja
Monica Kleja är en svensk journalist som frilansar och tidigare arbetat som bland annat politikreporter för Dagens Medicin. Hon avslöjade i januari 2022 att Coronakommissionen nekades ta del av underlag från den dåvarande socialdemokratiska regeringen. Det handlade om mejl, anteckningar och loggböcker som kommissionen efterfrågade i sin granskning av samma regerings hantering av coronapandemin. Efter att avslöjandet fått stor uppmärksamhet fick kommissionen ta del av bland annat mejl. Senare samma år skrev hon artikeln "Så formades Sveriges coronastrategi". 
Kleja har tidigare bland annat varit reporter, redaktör och deskchef på nyhetssajten Europaportalen och var under lång tid bland annat försvarsreporter på Ny Teknik. Hon har en filosofie kandidatexamen i statsvetenskap med inriktningen internationell politik från Lunds universitet och har även bland annat studerat datajournalistik och medicinsk journalistik på svenska universitet.[källa behövs]
Kleja tilldelades Föreningen Grävande Journalisters pris Guldspaden 2011 för sin rapportering om att den undersökning vid Rättsmedicinalverket som sade att Ingmar Bergman hade en annan biologisk mor var felaktigt och att det DNA som hade antagits vara Bergmans istället tillhörde en laboratorietekniker.